# Хаккани, Анас
Анас Хаккани (пушту أنس حقاني‎; 1994) — один из известных афганских полевых командиров, бывший лидер сети Хаккани, входящей в афганское исламское религиозно-политическое движение «Талибан». Был членом переговорной группы талибов в их политическом офисе в Дохе (Катар). Младший сын одного из старших военных командиров талибов Джалалуддина Хаккани, воевавшего как с советскими, так и с американскими войсками на территории Афганистана, а также брат нынешнего лидера сети Хаккани Сираджуддина Хаккани.
По словам журналиста Билла Роджио, Анас является ключевым пропагандистом сети Хаккани и её послом в основном в арабском мире.

## Ранняя жизнь и образование
Анас сын Джалалуддина Хаккани, пуштунского моджахеда и военного лидера проталибских сил в Афганистане и Пакистане, и его жены — арабки из ОАЭ (у него также была жена пуштунка).
У Анаса есть братья от обеих жён его отца.
Он посещал местную школу в Северном Вазиристане (Пакистан) до седьмого класса, а также учился на дому у своего отца исламоведению.